# Клаудія Ернандес (тенісистка)
Клаудія Ернандес (ісп. Claudia Hernández; нар. 19 січня 1966) — колишня мексиканська тенісистка.
Найвищу одиночну позицію світового рейтингу — 203 місце досягла 20 липня 1987, парну — 197 місце — 3 серпня 1987 року.

## Фінали ITF

### Одиночний розряд (6–1)
| Результат | Ранг | Дата           | Турнір                          | Покриття | Суперниця          | Рахунок       |
| --------- | ---- | -------------- | ------------------------------- | -------- | ------------------ | ------------- |
| Перемога  | 1.   | 3 серпня 1986  | Керетаро, Мексика               | Ґрунт    | Лусіла Бесерра     | W/O           |
| Перемога  | 2.   | 10 серпня 1986 | Леон (Мексика), Мексика         | Ґрунт    | Андреа Тьєцці      | 6–0, 6–4      |
| Перемога  | 3.   | 5 квітня 1987  | Кайлуа-Кона, США                | Тверде   | Shandra Livingston | 6–2, 6–2      |
| Перемога  | 4.   | 12 липня 1987  | Сан-Луїс-Потосі (штат), Мексика | Тверде   | Маюмі Ямада        | 6–4, 3–6, 6–2 |
| Перемога  | 5.   | 17 липня 1988  | Гвадалахара (Мексика), Мексика  | Ґрунт    | Арансасу Гальярдо  | 6–0, 6–3      |
| Поразка   | 1.   | 31 липня 1988  | Мехіко, Мексика                 | Ґрунт    | Лусіла Бесерра     | 1–6, 3–6      |
| Перемога  | 6.   | 9 липня 1989   | Пуерто-Вальярта, Мексика        | Тверде   | Арансасу Гальярдо  | 4–6, 6–2, 6–2 |

### Парний розряд (1–6)
| Результат | Ранг | Дата           | Турнір                          | Покриття | Партнерка         | Суперниці                       | Рахунок          |
| --------- | ---- | -------------- | ------------------------------- | -------- | ----------------- | ------------------------------- | ---------------- |
| Поразка   | 1.   | 3 серпня 1986  | Керетаро, Мексика               | Ґрунт    | Leticia Herrera   | Лусіла Бесерра Малука Льямас    | 6–4, 4–6, 4–6    |
| Поразка   | 2.   | 10 серпня 1986 | Леон (Мексика), Мексика         | Ґрунт    | Leticia Herrera   | Лусіла Бесерра Малука Льямас    | 3–6, 3–6         |
| Поразка   | 3.   | 8 вересня 1986 | Лісабон, Португалія             | Ґрунт    | Патрісія Гай-Буле | Марія Хосе Льорка Ніноска Соуто | 1–6, 6–4, 4–6    |
| Поразка   | 4.   | 19 липня 1987  | Леон (Мексика), Мексика         | Тверде   | Leticia Herrera   | Джекі Мастерс Мішелл Парун      | 4–6, 6–7         |
| Поразка   | 5.   | 7 березня 1988 | Кастельйон-де-ла-Плана, Іспанія | Ґрунт    | Лусіла Бесерра    | Ханет Соуто Ніноска Соуто       | 6–4, 2–6, 2–6    |
| Перемога  | 1.   | 12 травня 1991 | Мехіко, Мексика                 | Тверде   | Арансасу Гальярдо | Елене Капплер Claudia Rodríguez | 3–6, 7–5, 7–6(2) |
| Поразка   | 6.   | 26 травня 1991 | Агуаскальєнтес, Мексика         | Harf     | Арансасу Гальярдо | Шочітль Ескобедо Ісабела Петров | 3–6, 6–7(4)      |